# This Is All I Ask
This Is All I Ask (en français « c’est tout ce que je demande ») est une chanson écrite par Gordon Jenkins en 1958. Elle est devenue un standard de jazz.